# 245e régiment de fusiliers motorisés de la Garde
Pour les articles homonymes, voir 245e régiment.
Le 245e régiment de fusiliers motorisés de la Garde (en russe : 245-й гвардейский мотострелковый полк, abrégé 245 гв. мсп), de son nom complet le 245e régiment de fusiliers motorisés de la Garde « Gnieznenski » des ordres du Drapeau rouge et de Souvorov (en russe : 245-й гвардейский мотострелковый Гнезненский Краснознамённый, ордена Суворова полк), est une unité de fusiliers motorisés de l'armée de terre russe (no d'unité 60888).
Pendant la période 1997-2009, le régiment fait partie de la 3e division de fusiliers motorisés de la 20e armée combinée de la Garde du district militaire ouest, basée dans la ville de Moulino, dans l'oblast de Nijni Novgorod. En 2023, le régiment est reformé et intègre la 47e division de chars.

## Historique
Son histoire remonte au 437e régiment de fusiliers de la 154e division de fusiliers (ru), réorganisé le 26 décembre 1942 en 137e régiment de fusiliers de la Garde de la 47e division de chars de la Garde. L'unité combat sur le front de l'Est, au cours duquel elle reçoit le nom honorifique « Gnieznenski » (pour la libération de la ville polonaise de Gniezno lors de l'offensive de Varsovie-Poznań (ru)), le statut de la Garde soviétique, l'ordre du Drapeau rouge et l'ordre de Souvorov de 3e classe.
En 1945, l'unité est réorganisée en 62e régiment mécanisé de la Garde de la 19e division mécanisée de la Garde.
Le 17 mai 1957, le régiment est rebaptisé 245e régiment de fusiliers motorisés de la Garde de la 26e division de chars de la Garde.
En RDA, le 245e régiment est stationné à Magdebourg et fait partie de la 47e division de chars de la Garde de la 3e armée interarmes. Après la réunification de l'Allemagne, le régiment est redéployé de Magdebourg au début de 1991 vers la garnison de Malwinkel, où il resta jusqu'à l'été 1994.
Avant son retrait vers l'URSS, le régiment fait partie de la 47e division de chars de la Garde, puis en 1998, rejoint la 3e division de fusiliers motorisés de la 22e armée combinée de la Garde du district militaire de Moscou avec le 99e régiment d'artillerie automotrice de la Garde.
En janvier 1995, le 245e régiment est transféré en Tchétchénie en proie à la guerre, où ses unités capturent les localités de Goïti, Goïskoïe, Alkhan-Iourt, Vedeno et Chatoï. À partir de mai de la même année, sa garnison est située à Chatoï.
Le 16 avril 1996, à 1,5 km au sud de Iarich-mardi, la colonne du régiment tombe dans une embuscade tendue par des combattants. 53 militaires sont tués et 52 autres blessés, selon les chiffres officiels russes. Selon les autres sources, plus de 70,, à près de 100,,,, voire 223 soldats du 245e régiment meurent dans l'embuscade. Quelques civils voyageant avec le convoi auraient également été tués.
Du 1er au 3 juillet 1996, le régiment retourne à son point de déploiement permanent dans le village de Moulino. Pendant un an et demi de guerre, le régiment dénombre 231 tués, dont 22 officiers, 3 adjudants, 206 sergents et soldats.
En septembre 1999, le régiment est transféré à la frontière de Stavropol avec la Tchétchénie. En octobre 1999, le régiment mène des opérations de combat au sein du groupement « Ouest ». Le 245e régiment participe à l'assaut sur Grozny, avant de retourner à Moulino fin novembre 2001,,.
En 2023, le régiment prend part à l'invasion de l'Ukraine.

## Équipements
En 1991, le 245e régiment compte 27 T-64A, 87 véhicules de combat d'infanterie (46 BMP-2, 39 BMP-1, 2 BRM-1K), 2 BTR-60, 19 2S1, 12 2S12, 5 BMP-1KSh, 1 PRP-3, 3 RHM, 2 R-145BM, 2 PU-12, 3 MT-55A, MT-LBT.